# Fly (пісня)
«Fly» — перший сингл третього студійного альбому американської поп-співачки Гіларі Дафф — Hilary Duff. В США сингл вийшов 10 серпня 2004 через лейбл Hollywood Records. Пісня написана Карою ДіоГуарді та Джоном Шенксом; спродюсована Джоном Шенксом. 13 березня 2006 пісня вийшла у Британії як четвертий сингл альбому-збірника Most Wanted (2005). Сингл входить до збірок Most Wanted (2005), 4Ever (2006) і Best of Hilary Duff (2006). Музичне відео зрежисоване Крісом Апелбаумом; прем'єра відеокліпу відбулась 26 серпня 2004.
У 2005 році Джон Шенкс здобув музичну нагороду Греммі за продюсування цієї пісні та робіт Ешлі Сімпсон, Келлі Кларксон, Шеріл Кроу, Роббі Робертсон та Аланіс Моріссетт.

## Зміст
Оповідач пісні заохочує слухачів «покинути вчорашній день» і «тягнутися до чогось, навіть коли вже нічого не лишилося». Дафф описала сингл як «пісню-піднесенням духу при всіх негативах, які відбуваються наразі навколо. Вона про те, як люди бояться відкритися і показати всім, ким вони насправді є всередині через те, що страшаться того, що сприводу цього скажуть всі інші».

## Рецензії
Журнал Stylus сказав, що пісня «Fly» дуже схожа на попередній сингл Дафф «Come Clean» (2004), але додав, що «це легко простимий злочин, оскільки чутно покращення шаблону виконання … [пісня] по праву є провідним синглом платівки». Журнал Blender сказав, що пісня є «наполегливою та театральною» і «звучить як Evanescence, але текст пісні повністю від Дафф».

## Музичне відео
Музичне відео зрежисоване Крісом Апелбаумом. Відео показує комбінацію повнокольорових нарізок виконання Дафф пісні на сцені концерту в місті Вустер штату Массачусетс під час підготовок до турне Most Wanted Tour та чорно-білих нарізок із позасценовими записами Дафф та її музичного гурту. Прем'єра відеокліпу відбулась 26 серпня 2004 в передачі каналу MTV Total Request Live.
30 серпня 2004 відео дебютувало на перше місце чарту Total Request Live та залишалося в чарті протягом 28 днів до 27 жовтня. Відео із створенням відеокліпу присутнє у відеоальбомі Learning to Fly. Воно також присутнє на DVD із кінофільмом Піднеси свій голос (2004) у секції із бонусами.

## Список пісень
CD-сингл для Австралії/Європи
1. «Fly» — 3:45
2. «Fly» (Remix by Dan Chase) — 3:27

CD-сингл для Британії
1. «Fly» — 3:43
2. «Fly» (Live at AOL Sessions) — 3:27

Максі CD-сингл для Британії
1. «Fly» — 3:43
2. «Metamorphosis» — 3:28
3. «Fly» (ремікс) — 3:44
4. «Fly» (музичне відео) — 3:43

## Чарти
| Чарт (2004—2006)                          | Місце |
| ----------------------------------------- | ----- |
| Australian Singles Chart                  | 21    |
| Belgium (Ultratop 50 Flanders) (Фландрія) | 8     |
| Belgium (Ultratop 50 Wallonia) (Валлонія) | 11    |
| Irish Singles Chart                       | 11    |
| Italian Singles Chart                     | 13    |
| Netherlands Dutch Top 40                  | 36    |
| Netherlands Single Top 100                | 32    |
| New Zealand Recorded Music NZ             | 24    |
| UK Singles (Official Charts Company)      | 20    |
| U.S. Billboard Mainstream Top 40          | 29    |

## Історія релізів
| Країна          | Дата             | Формат               | Лейбл             |
| --------------- | ---------------- | -------------------- | ----------------- |
| США             | 10 серпня 2004   | Hot AC radio         | Hollywood         |
| США             | 10 серпня 2004   | Mainstream radio     | Hollywood         |
| США             | 19 жовтня 2004   | Цифрове завантаження | Hollywood         |
| Австралія       | 8 листопада 2004 | CD-сингл             | Festival Mushroom |
| Велика Британія | 13 березня 2006  | CD-сингл             | Angel             |
| Канада          | 9 травня 2006    | Цифрове завантаження | EMI               |